# Саїт-Курзя
Саї́т-Курзя́ (рос. Саит-Курзя, башк. Сәйет-Көрйә) — присілок у складі Бураєвського району Башкортостану, Росія. Входить до складу Тангатаровської сільської ради.
Населення — 137 осіб (2010; 208 у 2002).
Національний склад:
- башкири — 93 %

## Видатні уродженці
- Салімов Марсель Шайнурович — башкирський письменник-сатирик, поет, публіцист, перекладач.